# Ergolding
Ergolding is een gemeente in de Duitse deelstaat Beieren, en maakt deel uit van de Landkreis Landshut. Ergolding telt 12.871 inwoners.
Ergolding is een voorstadje van buurstad Landshut. De stadsbuslijnen  van Landshut doen Ergolding (dat geen station heeft) ook aan.
Ergolding deelt met Landshut een uitgestrekt  industrieterrein.  Daar staat onder andere, voor het grootste deel op Ergoldinger grondgebied, een fabriek van BMW, waar hoofdzakelijk auto-onderdelen worden geproduceerd.
Adlkofen ·
Aham ·
Altdorf ·
Altfraunhofen ·
Baierbach ·
Bayerbach b.Ergoldsbach ·
Bodenkirchen ·
Bruckberg ·
Buch a.Erlbach ·
Eching ·
Ergolding ·
Ergoldsbach ·
Essenbach ·
Furth ·
Geisenhausen ·
Gerzen ·
Hohenthann ·
Kröning ·
Kumhausen ·
Neufahrn i.NB ·
Neufraunhofen ·
Niederaichbach ·
Obersüßbach ·
Pfeffenhausen ·
Postau ·
Rottenburg a.d.Laaber ·
Schalkham ·
Tiefenbach ·
Velden ·
Vilsbiburg ·
Vilsheim ·
Weihmichl ·
Weng ·
Wörth a.d.Isar ·
Wurmsham